# Alfio Caruso
Alfio Caruso (Catania, 17 marzo 1950) è un giornalista e scrittore italiano.

## Biografia
Alfio Caruso compie i suoi studi a Catania (laurea in lettere moderne). Dopo la collaborazione con il quotidiano La Sicilia viene assunto nel 1972 da Piero Ottone al Corriere della Sera. Nel 1974 accoglie l'invito di Indro Montanelli e diventa così il più giovane dei 54 fondatori de il Giornale. Negli anni ottanta lavora di nuovo al Corriere e a La Gazzetta dello Sport, dove ritrova il suo primo maestro, Candido Cannavò, rispettivamente come caporedattore e vicedirettore.
Nel 1996 è nominato condirettore del Messaggero da Giulio Anselmi. Nello stesso anno diventa direttore editoriale del gruppo La Nazione - Il Resto del Carlino - Il Giorno. Nel 2000 ha fondato e diretto un giornale Og (Oggi è un altro giorno) durato un solo mese. In seguito ha collaborato con L'Espresso, La Stampa, Corriere della Sera. Nel 2011 si è dimesso dall'Ordine dei giornalisti. Parallelamente alla sua carriera giornalistica Caruso sviluppa una carriera letteraria scrivendo romanzi e thriller.
Dal 2000 inizia a pubblicare saggi sulla storia italiana: spazia dal calcio alla Sicilia, dalla storia criminale delle mafie ad episodi del Risorgimento italiano, al coinvolgimento militare italiano nella Seconda Guerra Mondiale: il sacrificio della divisione Acqui a Cefalonia, la straordinaria avanzata all'indietro degli alpini in Unione Sovietica e poi le battaglie di El Alamein, l'assedio di Stalingrado. Infine due incursioni nel costume: il 900 italiano raccontato attraverso la nazionale di calcio e 1960 il migliore anno della nostra vita.

## Opere
- Area di rigore. Rapporto sugli anni Settanta del calcio italiano, con Giovanni Arpino, Torino, SEI, 1979, ISBN 88-05-03667-6.
- Calcio nero. Fatti e misfatti dello sport più popolare d'Italia, con Giovanni Arpino, Milano, Feltrinelli, 1980.
- Tutto a posto, Milano, Leonardo, 1991, ISBN 88-355-0134-2.
- I penitenti, Milano, Rizzoli, 1993, ISBN 88-17-66185-6.
- Il gioco grande, Milano, Rizzoli, 1994, ISBN 88-17-66004-3.
- Affari riservati, Milano, Rizzoli, 1995, ISBN 88-17-66008-6.
- Da cosa nasce cosa. Storia della mafia dal 1943 a oggi, Milano, Longanesi, 2000, ISBN 88-304-1620-7; 2002, ISBN 88-304-1974-5; 2005, ISBN 88-304-2331-9; ed. aggiornata, Longanesi, 2008, ISBN 978-88-304-2602-3.
- Italiani dovete morire, Milano, Longanesi, 2000, ISBN 88-304-1843-9; Milano, TEA, 2003-2012; Nuova ed. accresciuta e aggiornata, Vicenza, Neri Pozza, 2021, ISBN 978-88-545-2270-1.
- Breve storia d'Italia. Dal 2000 a.C. al 2000 d.C., Milano, Salani, 2001, ISBN 88-8451-037-6.
- Perché non possiamo non dirci mafiosi, Collezione Il Cammeo, Milano, Longanesi, 2002, ISBN 88-304-1988-5.
- Tutti i vivi all'assalto, Milano, Longanesi, 2003, ISBN 88-304-1996-6.
- Arrivano i nostri, Milano, Longanesi, 2004, ISBN 88-304-2128-6.
- In cerca di una patria, Collezione Il Cammeo, Milano, Longanesi, 2005, ISBN 88-304-2206-1.
- L'uomo senza storia, Milano, Longanesi, 2005, ISBN 88-304-2310-6.
- Noi moriamo a Stalingrado, Milano, Longanesi, 2006. ISBN 88-304-2396-3; Milano, TEA, 2012, ISBN 978-88-502-2856-0.
- Il lungo intrigo. Dal 1943 a oggi: per una storia segreta d'Italia, Milano, Longanesi, 2007, ISBN 978-88-304-2466-1.
- Willy Melodia, Collana I Coralli, Torino, Einaudi, 2008, ISBN 978-88-06-19416-1; Collana Superbeat, BEAT, 2019, ISBN 978-88-655-9668-5.
- Io che da morto vi parlo. Passioni, delusioni, suicidio del professor Adolfo Parmaliana, Milano, Longanesi, 2009, ISBN 978-88-304-2712-9; Collana Introvabili, Vanda Edizioni, 2021, ISBN 978-88-689-9442-6.
- Milano ordina uccidete Borsellino. L'estate che cambiò la nostra vita, Milano, Longanesi, 2010, ISBN 978-88-304-2768-6; ed. aggiornata e illustrata, Vanda Edizioni, 2021, ISBN 978-88-689-9429-7.
- L'arte di una vita inutile, Collana I Coralli, Torino, Einaudi, 2010, ISBN 978-88-06-19467-3; Collana Bestseller, BEAT, 2024, ISBN 979-12-550-2181-0.
- L'onore d'Italia. El Alamein: così Mussolini mandò al massacro la meglio gioventù, Milano, Longanesi, 2011, ISBN 978-88-304-2630-6.
- I siciliani, Collana Bloom, Vicenza, Neri Pozza, 2012, ISBN 978-88-545-0516-2.
- La battaglia di Stalingrado, Milano, Longanesi, 2012, ISBN 978-88-304-3420-2; Collana Storie, Santarcangelo di Romagna, Diarkos, 2024, ISBN 978-88-361-6363-2.
- Un secolo azzurro. Cent'anni di Italia raccontati dalla nazionale di calcio, Collana Nuovo Cammeo, Milano, Longanesi, 2013, ISBN 978-88-304-3792-0; Milano, TEA, 2016, ISBN 978-88-502-3964-1.
- Quando la Sicilia fece guerra all'Italia, Collana Il Cammeo, Milano, Longanesi, 2014, ISBN 978-88-304-4104-0.
- Con l'Italia mai! La storia mai raccontata dei Mille del papa, Collana Il Cammeo, Milano, Longanesi, 2015, ISBN 978-88-304-2821-8.
- 1960. Il migliore anno della nostra vita, Collezione Nuovo Cammeo, Milano, Longanesi, 2016, ISBN 978-88-304-4618-2.
- Caporetto. L'Italia salvata dai ragazzi senza nome, Collana Nuovo Cammeo, Milano, Longanesi, 2017, ISBN 978-88-304-4884-1.
- A Milano nasce l'Italia. Le cinque giornate che hanno cambiato la nostra Storia, Collana Il Cammeo, Milano, Longanesi, 2018, ISBN 978-88-304-5049-3.
- Una lunga penna nera. Storia di eroismo e fratellanza, Milano, Piemme, 2019, ISBN 978-88-566-6926-8. - Collana Storie, Santarcangelo di Romagna, 2024, ISBN 978-88-361-6391-5.
- Salvate gli italiani. Berlino 1944: Mussolini contro Hitler, Collana I Colibrì, Vicenza, Neri Pozza, 2019, ISBN 978-88-545-1862-9.
- Garibaldi, corruzione e tradimento. Così crollò il Regno delle Due Sicilie, Collana I Colibrì, Vicenza, Neri Pozza, 2020, ISBN 978-88-545-2120-9.
- Così ricostruimmo l'Italia. 1945-1959, Collana I Colibrì, Vicenza, Neri Pozza, 2020, ISBN 978-88-545-2220-6.
- Breve storia della Sicilia, Collana I Colibrì, Vicenza, Neri Pozza, 2023, ISBN 978-88-545-2850-5.
- Incursori del re. La vera storia della X MAS, Collana I Colibrì, Vicenza, Neri Pozza, 2025, ISBN 978-88-545-3055-3.